# Reconnu coupable
Pour les articles homonymes, voir The Escapist.
Pour plus de détails, voir Fiche technique et Distribution.
Reconnu coupable (The Escapist) est un film britannique réalisé par Gillies MacKinnon et sorti en 2002.

## Synopsis
Denis voit sa femme assassinée devant ses yeux par un criminel qui prend pour 20 ans de prison. Cette peine ne le satisfait pas, et il fait le serment de tuer l'assassin. Pour cela, il se fait emprisonner et par son comportement, vise à être dans la même prison que celui qu'il veut atteindre. Sa quête haineuse le satisfera-t-elle ?

## Fiche technique
- Titre : Reconnu coupable
- Titre original : The Escapist
- Réalisateur : Gillies MacKinnon
- Scénario : Nick Perry
- Production : Cerise Hallam, Peter McAleese, Catherine O'Flaherty, Jolyon Symonds, William Turner pour Jolyon Symonds Productions Ltd., Little Bird Productions, Sky Pictures
- Musique : Robert Lane
- Photographie : Nigel Willoughby
- Genre : Thriller
- Durée : 88 minutes
- Pays de production :  Royaume-Uni
- Langue originale : anglais
- Couleur : Technicolor - son : Dolby Digital
- Dates de sortie[1] :
  - France : 12 avril 2002 (festival du film policier de Cognac)
- Classification : UK : 15 / USA : R (grossièreté et violence)

## Distribution
- Jonny Lee Miller : Denis Hopkins
- Andy Serkis : Ricky Barnes
- Gary Lewis : Ron
- Jodhi May : Christine
- Paloma Baeza : Valerie Hopkins
- Vas Blackwood : Vin
- Philip Barantini : Joey
- Michael Bates : Spaz
- Stephen Holland : Mike